# Beta Lacertae
Beta Lacertae (β Lac / 3 Lacertae / HD 212496 / HR 8538) es una estrella en la constelación de Lacerta. Aunque ostenta la denominación de Bayer «Beta», es sólo la cuarta estrella más brillante de Lacerta con magnitud aparente +4,43, siendo superada en brillo por α Lacertae, 1 Lacertae y 5 Lacertae.
Se encuentra a 170 años luz del sistema solar.
Beta Lacertae es una gigante amarilla de tipo espectral G9III con una temperatura efectiva de 4710 K.
Semejante a otras gigantes más conocidas como Capella A (α Aurigae) o Vindemiatrix (ε Virginis), es 60 veces más luminosa que el Sol.
Tiene un radio 11 veces más grande que el radio solar, valor obtenido a partir de la medida directa de su diámetro angular —1,92 milisegundos de arco—.
Su masa es aproximadamente un 85% mayor que la del Sol, no existiendo consenso sobre su edad; una fuente señala una edad de 1320 millones de años, mientras que otra la atribuye una edad considerablemente superior de ~ 6680 millones de años.
Su metalicidad es inferior a la del Sol, con una abundancia relativa de hierro entre el 33 y el 47% de la existente en nuestra estrella. La abundancia relativa de elementos tales como itrio, bario, lantano y praseodimio sigue la misma tendencia; únicamente la relación entre los contenidos de europio y hierro es significativamente mayor que en el Sol.